# Библиотеки эпохи Каролингов

Церковные центры империи Каролингов и окрестных стран — очаги интеллектуальной жизни эпохи

В эпоху Каролингов в Европе после двухвекового культурного упадка вновь появляются книжные собрания. Конец VIII века ознаменовался началом так называемого Каролингского возрождения — культурного подъёма, связанного, прежде всего, с церковной реформой, целью которой являлись унификация богослужения, исправление церковных книг, подготовка квалифицированных священников, работающих с полуязыческой паствой, и миссионеров, способных вести проповедь на всём пространстве империи и за её пределами. Это означало углубленное изучение классического латинского языка и знакомство с сохранившимися к тому времени памятниками античной культуры. При крупнейших монастырях открывались школы, где преподавались основы тривиума и изучались труды римских авторов — поэтов, историков, риторов, философов, математиков, архитекторов и т. д. Уже к IX веку возник круг каролингских эрудитов — не обязательно столичных — для которых широкая образованность и связанная с этим активность сделалась самостоятельной ценностью. Библиотек в современном понимании в эпоху Каролингов ещё не существовало (в частности, не существовало особых книгохранилищ), но возникли сравнительно большие — в десятки и сотни томов — книжные собрания, принадлежавшие, преимущественно, монастырям и городским епископам. Для ориентирования в большом количестве рукописей были необходимы каталоги-рубрикаторы и книжные списки, создававшиеся в монастырях с начала IX века. Появлялись и частные книжные собрания духовных и светских лиц, после смерти владельца чаще всего переходившие монастырям. Ни одного целостного книжного собрания эпохи Каролингов не дошло до наших дней.

## Источники

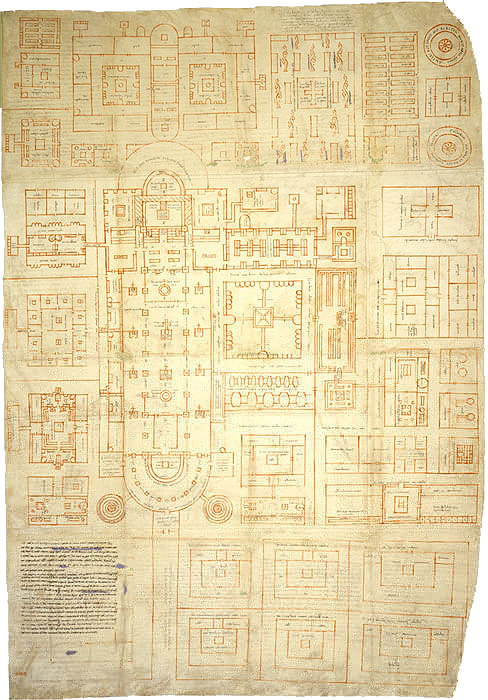
Идеализированный план монастыря Санкт-Галлен, на котором обозначена и библиотека. Около 820 года

## Размер библиотечных собраний

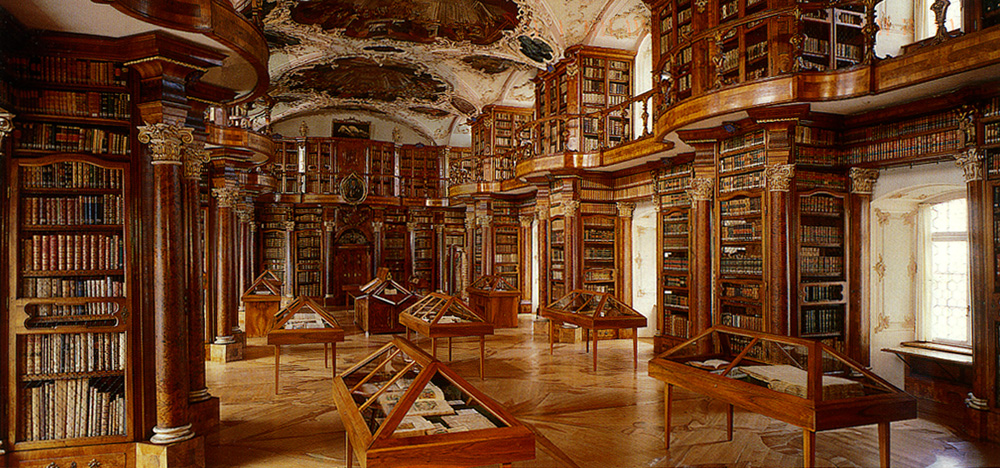
Помещение библиотеки аббатства Санкт-Галлен. Интерьер относится к XVIII веку

В период IX—X веков наибольшими по размеру были монастырские библиотеки, нередко насчитывающие сотни кодексов. Судя по данным сохранившихся каталогов, в 822 году собрание аббатства Райхенау включало 415 книг, аббатство Сен-Рикье в 831 году владело 243 книгами. В тот же период библиотека Санкт-Галлена имела 428 учтённых книг, Лорша — 590, вюрцбургский монастырь св. Сальватора — не менее 209 кодексов. Аббатство Боббио в начале X века хранило 666 книг, аббатство Санкт-Эммерам — 513. Однако не сохранилось библиотечных каталогов других важнейших каролингских монастырей — Флёри, Ферьер, Сен-Дени, Сен-Мартен-де-Тур, Сен-Реми, Корби, Фульда, собрания которых должны были иметь аналогичный состав и вряд ли уступали перечисленным по объёму.
Типичное содержимое библиотеки каролингского аббатства можно представить по каталогу Санкт-Галлена Breviarium librorum de coenobio sancti Galli, составленном из трёх манускриптов, написанных на всём протяжении IX века. В библиотеке св. Галла хранилось 10 кодексов с трудами Августина, 3 — Амвросия Медиоланского, по 2 — Иеронима, Григория Великого и Беды Достопочтенного. В целом библиотека была консервативной, ориентированной на списки Библии и творений святых отцов до Беды. В период 840—880 годов в библиотеку поступили около 70 новых кодексов, в том числе великолепно украшенных. Особенностью санкт-галленской библиотеки было большое количество ирландских рукописей (в каталоге их обозначено 30), поступивших в хранилище со стороны, а не изготовленных ирландскими монахами в скриптории обители.
Епископские и соборные библиотеки стали формироваться позже монастырских и не могли конкурировать с ними по размерам и содержимому. В IX веке в Кёльне насчитывалось всего 39 книг, в Вайсенбурге — 71 книга, в Пассау — 40, и в Овьедо 42 книги. Реймс, благодаря попечению своего епископа Гинкмара, располагал примерно сотней книг. В Зальцбурге имелось всего 14 книг, в Аугсбурге — 50, в Линдисфарне — 52, в Кремоне — 95 книг.
В эпоху Каролингов появились и частные библиотеки, принадлежащие светским лицам, порой они могли насчитывать несколько десятков рукописей. Наиболее известна библиотека Эбергарда Фриульского, чей состав был точно перечислен в завещании 863 года. Она включала около 50 рукописей, преимущественно учебного и духовного содержания, но в собрании имелись труды по военному искусству, юриспруденции, географии и истории. Значительно хуже известно содержимое личной библиотеки Карла Великого, ибо в биографии, написанной Эйнгардом, лишь вскользь упоминается, что «книг он собрал в своей библиотеке великое множество» (De vita Karoli, 33). В другом месте описывается, что Карл особенно ценил труды Августина, в том числе «О граде Божьем», а за трапезой ему читали «об истории и подвигах древних» (24). Попытку реконструировать состав библиотеки Карла Великого предпринял Дональд Баллоу, пришедший к выводу, что основу её составляла учебная литература, а в количественном отношении она сильно уступала монастырским библиотекам не только его современности, но и более раннего периода, — например, епископской библиотеке Джарроу при Беде Достопочтенном.

## Каталоги
Первые попытки каталогизации библиотечных собраний были связаны с сугубо практической задачей — отысканием нужных читателям рукописей и систематизацией большого фонда. Данная задача впервые была решена в начале IX века в монастыре Райхенау. Его братия организовала тематический каталог, а также авторский указатель (в случае, если было возможно указать автора). Рубрики каталога Райхенау включали: De libris canonum, De regulis, De libris homeliarum, De passionibus sanctorum, De libris glossarum, De opusculis Eusebii episcopi, De libris Iosephi, De opusculis Orosii presbyteri, De libris Bedae presbyteri и другие. Составители различали также текст сочинения (liber) и количество томов, которым оно представлено (volumen, codex). В Райхенау иногда давалось описание содержания кодексов, в которых были переплетены многие произведения разных авторов; такую работу провёл монах Регинберт, описав все кодексы, подаренные им монастырю. Порядок не всегда соблюдался, и в том же Райхенау книги Иосифа Флавия в каталоге стояли особняком, хотя там имелась специально предназначенная для них рубрика.
Схожая рубрикация и более или менее подробные описания отдельных кодексов применяется в каталогах Сен-Рикье, Овьедо, Боббио, Лорша, Мурбаха и Санкт-Галлена. Однако большинство книжных списков IX—X веков представляет собой простое перечисление заглавий безо всякого порядка. Они могли также группироваться по именам владельцев — прежних и действующих.

## Формирование книжных собраний

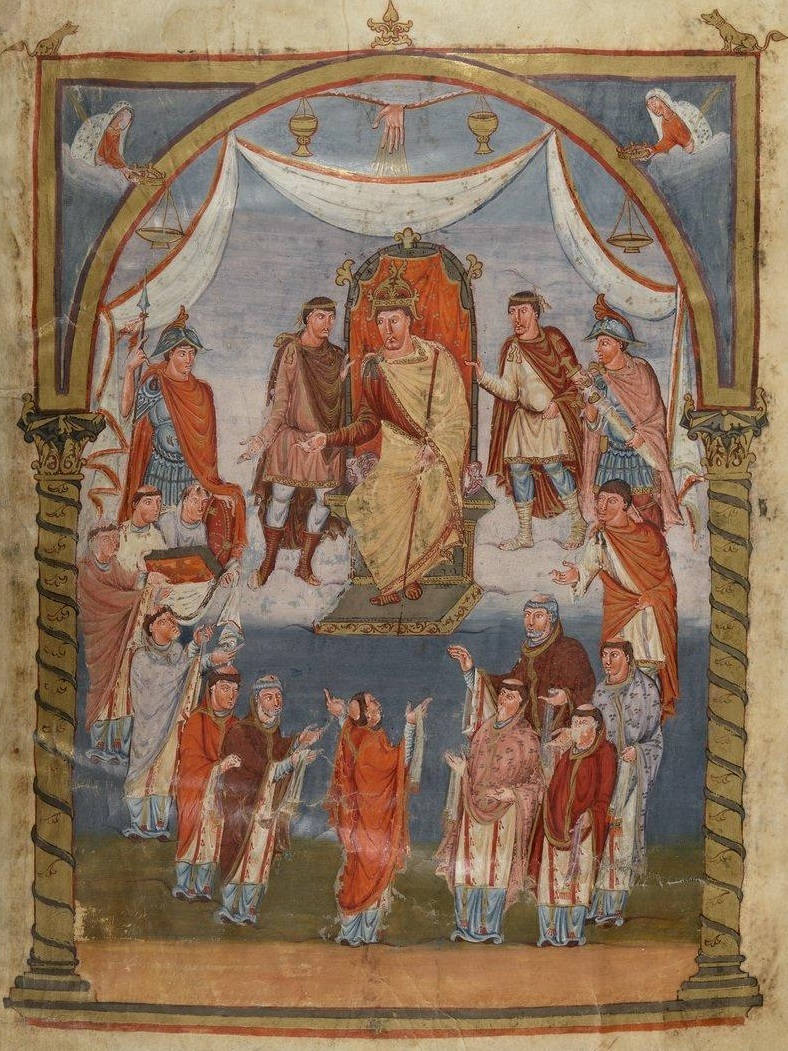
Монахи Турского аббатства преподносят Библию королю Карлу Лысому. Миниатюра IX века

Книги являлись большой материальной ценностью: их дарили, завещали и передавали по наследству. Вручение монахами книги — чаще всего Библии — правителю стало стандартным сюжетом книжной миниатюры IX века. Короли и владетельные особы в свою очередь жаловали аббатствам дорогие и роскошно оформленные кодексы, а также выделяли специальные средства для поддержания книг в порядке. Император Карл Великий подарил монахам Сен-Дени лес, на доходы от которого братья должны были изготовить новые переплёты для своих манускриптов. Аббаты Фонтенельского монастыря пожертвовали своей обители десятки книг, что соответствующим образом было зафиксировано в монастырской хронике. Точно так же действовали настоятели в Санкт-Галлене, Боббио и Санкт-Эммераме. Распространённой практикой в среде белого духовенства было завещание частных библиотек монастырям.
Монастыри и церковные кафедры стремились иметь скрипторий, часть продукции которого оставалась на месте. Характерно, что различные скриптории постоянно находились в контакте друг с другом, обмениваясь не только рукописями, но и писцами. Сотрудники скрипториев и учёные нередко переписывали книги для собственного употребления. Один из известных каролингских библиофилов — брат Регинберт из Райхенау — таким образом скопировал несколько десятков томов для себя, позднее завещав их родной обители. Аббат Серват Луп из Ферье лично переписал несколько десятков кодексов для себя и учеников, в том числе труды Светония. Однако личные библиотеки интеллектуалов оставались редкими исключениями, напротив, для нужд духовенства требовалось большое количество «рабочей» литературы — Евангелия, абсолютно необходимые для богослужения, гомилиарии, антифонарии, Псалтирь, сборники проповедей, жития, постановления соборов и др. Эти книги быстро изнашивались и требовались во многих экземплярах, они и составляли основную продукцию скрипториев, где переписывались на заказ. Заказчиками могли быть и частные лица, как тот же Эбергард Фриульский. Известно также, что в IX веке в одном из луарских скрипториев по заказу графа Конрада была переписана «История Александра Македонского» Квинта Курция Руфа, что зафиксировано в посвящении.
Поскольку рукописи могли оказаться недоступными заказчику из-за стоимости, практиковалась временная передача манускриптов, что в первую очередь было характерно для церковных библиотек. В VIII—X веках сотни манускриптов активно циркулировали не только в рамках локальных монашеских или церковных общин, но также на значительно более широком пространстве. Так, монахи Санкт-Галлена временно передали свои книги в Райхенау, а братья Сен-Вааста отдали их в Бове. Происходил и обратный процесс: соседние обители общими усилиями восстанавливали библиотеку монастырей, разорённых пожаром или набегом. Так, трирское аббатство Святого Максимина было полностью разграблено норманнами в 882 году, а его немалое книжное собрание уничтожено. Уже спустя несколько десятилетий в монастырь стали поступать рукописи из различных центров Лотарингии и северной части Западно-Франкского королевства (Мец, Тур, Сент-Аманд, Лаон, Майнц). К 1125 году в библиотеке св. Максимина насчитывалось полторы сотни манускриптов, причем в монастырском скриптории была создана лишь малая их часть.
Контроль над оборотом книг в монастырской или церковной общине не был эффективным, рукописи часто терялись или похищались. Как минимум в пяти лоршских кодексах IX—X веков помещены обращения к бережливому читателю, с просьбой вернуть манускрипт обратно в монастырь. В кодексе «Иудейских древностей», переписанном в Лорше в начале IX века, имеется помета, что он был выдан в Фульдское аббатство и благополучно возвращён. В лоршском каталоге 830 года фигурирует «Жизнь Карла Великого» Эйнгарда, причём в трёх списках, составленных до 860 года, её уже нет. Такая же участь постигла 12 других рукописей Лоршской обители.

## Хранение книг

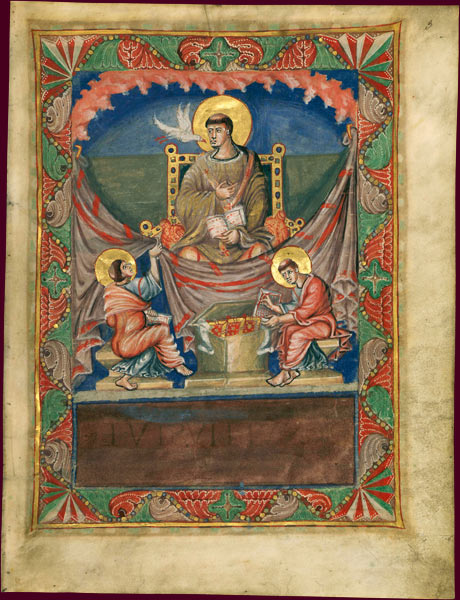
Миниатюра из сакраментария Карла Лысого. Около 869—870 года

Условия хранения рукописей в раннее средневековье часто были далеки от идеальных, по сути, библиотек в современном смысле слова (с каталогом, читальным залом и книгохранилищем, в котором поддерживается микроклимат) не существовало. Малые — в единицы и десятки экземпляров — книжные собрания хранились в сундуках-армариях либо в каменных нишах в церкви или зале капитула. Каролингская книжная миниатюра даёт представление о сундуках для хранения книг. Армарий чаще всего являлся невысоким деревянным ящиком прямоугольной формы с запирающейся крышкой (на рисунках отчётливо видны замочные скважины). Кодексы клали в сундук в один ряд корешком наверх, одновременно там помещались 5—6 книг. Так их можно было перевозить с места на место, не повреждая, о чём свидетельствовал Рабан Мавр (De universum XXII, 8). На миниатюрах Реймского Евангелия изображена круглая коробка для свитков, напоминающая современную шляпную коробку. Разного рода вместилища для манускриптов встречаются на миниатюрах, изображающих евангелистов за работой. Как правило, ящики с книгами стоят в ногах у писца, а также под его стулом или пюпитром, что можно видеть на миниатюре из сакраментария Карла Лысого.

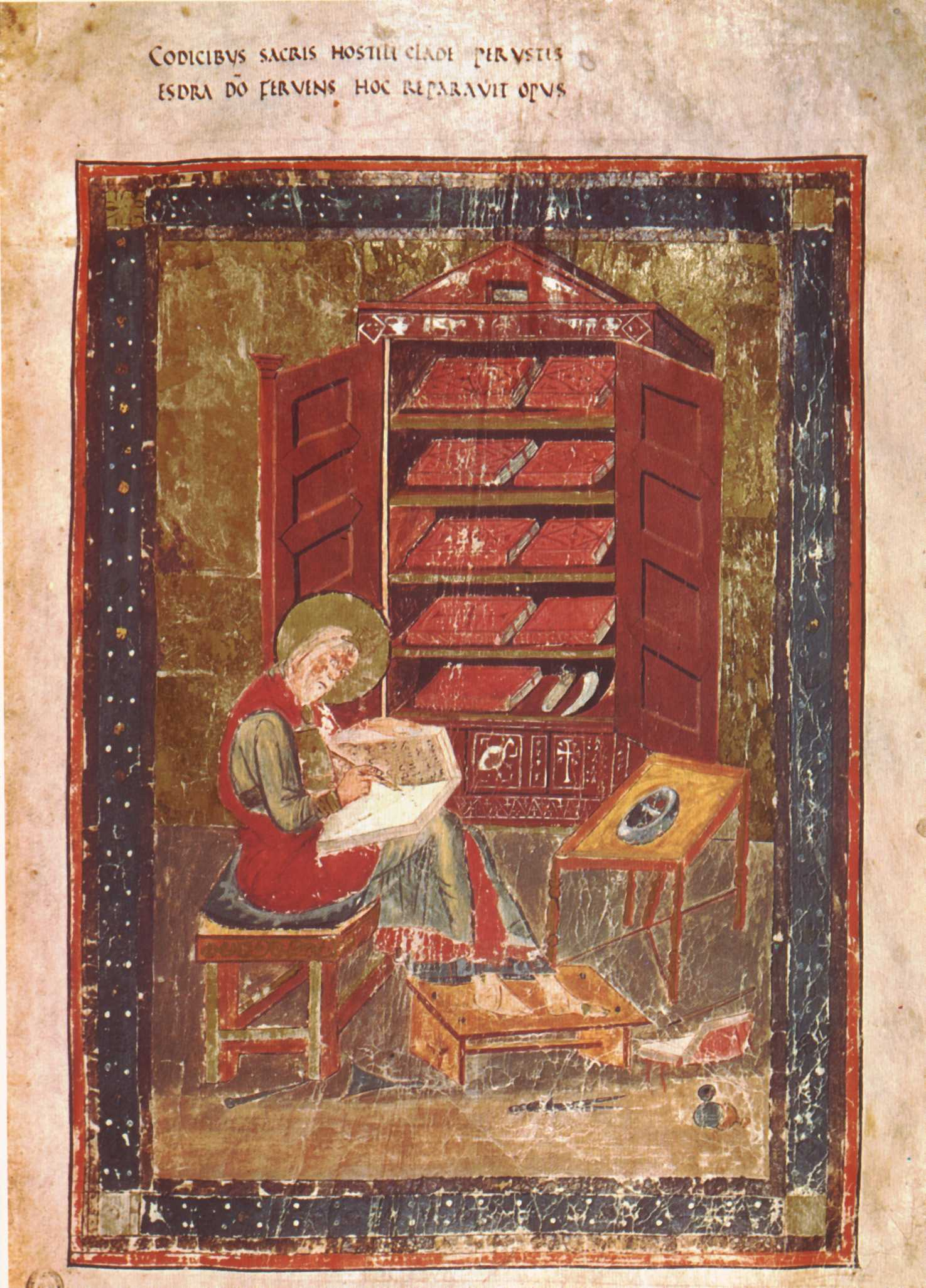
Миниатюра на л. 5 Амиатинского кодекса, изображающая Ездру в образе монаха-переписчика. Подпись наверху гласит: «Когда священные книги были утрачены в огне войны, Ездра возместил ущерб»

Изображение книжного шкафа в каролингской иконографии отсутствует, но представлено в англосаксонском Амиатинском кодексе VIII века. На миниатюре изображён двустворчатый шкаф высотой немногим более человеческого роста, с пятью полками, на которых расположены книги и принадлежности для письма. Характерно, что манускрипты в шкафу не стоят, а лежат по два на каждой полке, будучи обращены корешком к зрителю. На миниатюре в армариуме помещено 9 книг, и десятая в руках у писца. (Характерно, что ещё нет письменных столов, рукопись копируется на колене скриба). Из письменных источников известно, что существовали и большие шкафы, вмещающие десятки книг. Например, в каталоге монастыря Монтье-ан-Дер 993 года упомянуто что в «сундуке» (in arca) аббата Адсона нашли 23 манускрипта, когда их владелец отправился в паломничество в Иерусалим и не взял их с собой.
Крупные монастырские книжные собрания требовали особых помещений, которые в источниках именуются cellula, что буквально означает «комнатёнка» или «крохотная келья». В плане идеального монастыря эпохи Людовика Благочестивого (выполненном около 820 года), предусмотрено отдельное помещение и для скриптория, и для библиотеки, причём последняя располагалась над скрипторием. Оба помещения пристроены к алтарной части церкви — с северной стены восточного хора. С южной стороны в симметрично расположенной пристройке размещена двухэтажная ризница. По мнению А. И. Сидорова:

Непосредственная близость обоих сооружений к алтарю подчеркивает их важное значение для внутренней жизни обители. Однако такое архитектурное решение имело и другое, вполне прагматичное основание. С одной стороны, в окна скриптория, обращённые на северную сторону, никогда не проникали солнечные лучи, и таким образом в помещении, где работали переписчики, удавалось добиться равномерного и мягкого естественного освещения. С другой — библиотека располагалась напротив дома аббата и, следовательно, всё время находилась под его непосредственным наблюдением.
В действительности в монастырях рукописи хранились небрежно, складируясь в неподходящих помещениях, страдали от сырости и грызунов. Многие источники IX века свидетельствуют о крайней ветхости подавляющего большинства книг, доставшихся от прежних эпох. Однако cellulae каролингской эпохи до нас не дошли, а самое старое средневековое библиотечное помещение сохранилось в цистерцианском аббатстве Фларан (Гасконь), оно относится к середине XII века. В нём имелось несколько ниш, но оставалось достаточно места и для сундуков и шкафов; возможно, имелись полки. Окон в помещении нет, само оно примыкает к монастырской церкви, ризнице и залу капитула, соединяясь со всеми ними стенами. Четвёртая стена обращена к клуатру.
Не все манускрипты хранились в одном месте. Книги, предназначенные для богослужения, держали отдельно — непосредственно в церкви, вместе с облачениями и утварью. Учебные книги также хранились в помещении монастырской или церковной школы. Только к XII веку использование отдельных помещений для библиотеки стало в Европе обычной практикой, что отразилось в номенклатуре книжных списков-каталогов и владельческих надписях на самих рукописях. «Если в IX—X вв. указывалось, что рукопись принадлежит такому-то монастырю, церкви или человеку, то теперь правилом становится использование формулы liber de armario».

## Порядок работы с книгами. Чтение

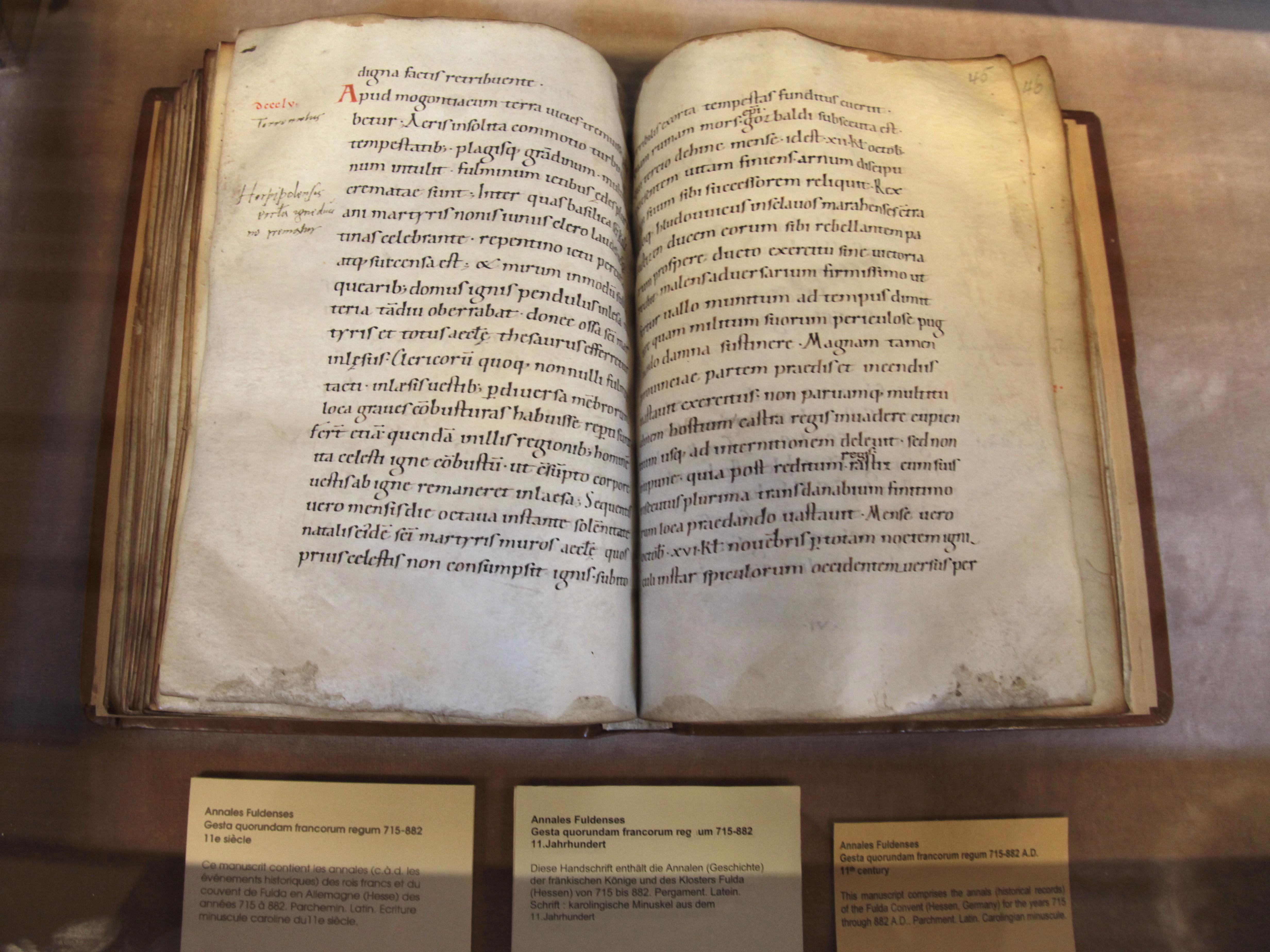
Фульдские анналы

Монастырские библиотеки были изолированы от внешнего мира. К ним имели доступ, прежде всего, монахи конкретного аббатства. Впрочем, некоторые книги время от времени покидали пределы монастыря, поступая в пользование дружественного епископа, пресвитера или настоятеля другой обители, подобно тому, как манускрипты из церковной библиотеки оказывались в распоряжении монахов. Иногда книги на время выдавались и мирянам, тесно связанным с конкретным аббатством.
За сохранностью книг в каролингских монастырях отвечал один из братьев, но при этом неизвестно ни когда возникла должность «библиотекаря», ни насколько она была распространена, точно называлась и вообще — считалась ли особой должностью. Во всяком случае из поэзии Рабана Мавра известно, что в распоряжении этого человека находились ключи от «комнатёнки» и сундуков (Hrabani Mauri Carmina, 23). Книгохранилище, даже если оно представляло собой небольшую келью, предназначалось только для хранения, а не для чтения книг. В некоторых монастырях в качестве читального зала использовался скрипторий: например, в Санкт-Галлене в определённые часы трое монахов под присмотром старшего могли читать рукописи именно в помещении скриптория, когда там не велись работы. Видимо, можно было читать и в пределах клуатра, расположившись на скамьях вдоль стен галереи, но также иногда для чтения переоборудовалась часть помещения, примыкавшего к церкви.
Порядок чтения определялся Уставом св. Бенедикта. Между Пасхой и октябрьскими календами дозволялось читать от четвёртого до шестого часа, а от октябрьских календ до Великого поста — до второго часа. На Великий пост разрешалось читать от утра до конца третьего часа; в эти же дни монаху могли выдать книгу для углублённого изучения. Через год он обязывался возвратить книгу и сдать экзамен по прочитанному. Если познания признавались удовлетворительными, он мог получить новую книгу, но если не проходил аттестации, то должен был продолжать изучение предыдущей рукописи. Впрочем, такой порядок касался только обязательных к изучению трудов, которые учитывались в погодичных бревиариях. «Необязательные» сочинения, например, по истории, скорее всего, выдавались на краткий срок и в бревиарий не попадали. Личными библиотеками монахи и священники пользовались значительно более свободно.

## Комментарии
1. ↑  Подборки средневековых книжных списков и каталогов издавали, преимущественно, германские учёные. Специалисты называют в числе лучших следующие издания: Becker G. Catalogi bibliothecarum antiqui. — Bonnae, 1885; Gottlieb Th. Über mittelalterliche Bibliotheken. — Leipzig, 1890; Lehmann P. Mittelalterliche Bibliothekskataloge Deutschlands und der Schweiz. Bd. 1. — München, 1918. Отдельно издавались списки книг из аббатств Мурбаха и Лорша: Bloch H. Ein karolingischer Bibliothekskatalog aus Kloster Murbach // Strassburger Festschrift zur 46. Versammlung deutscher Philologen und Schulmänner. — Strassburg: Verlag von Karl J. Trübner, 1901. — S. 257—285; Milde W. Der Bibliothekskatalog des Klosters Murbach aus dem 9. Jahrhundert. Ausgabe und Untersuchung von Beziehungen zu Cassiodors «Institutiones». — Heidelberg: Carl Winter Universitätsverlag, 1968; Häse A. Mittelalterliche Bücherverzeichnisse aus Kloster Lorsch. Einleitung, Edition und Kommentar. — Wiesbaden: Harrassowitz Verlag, 2002.
2. ↑  Соответственно: «краткий [обзор]», «краткий книжный обзор», «книжная опись», «примечания к книгам», «книжный перечень», «краткое книжное описание», «библиотечное родословие».
3. ↑  Рукопись оцифрована и находится в свободном доступе: St. Gallen, Stiftsbibliothek, Cod. Sang. 728 (лат.). Дата обращения: 28 августа 2014. Архивировано 3 сентября 2014 года.
4. ↑  Соответственно: «Из книг канонических», «Об установлениях», «Из книг гомилетических», «О мученичестве святых», «Из книг грамматических», «Из малых трудов епископа Евсевия», «Из книг Иосифа [Флавия]», «Из малых трудов пресвитера Орозия», «Из книг епископа Беды».